# Seznam ostrovů Seychel
Seznam ostrovů Seychel zahrnuje ostrovy v Indickém oceánu, které jsou součástí republiky Seychely. Jedná se o několik souostroví, které se dělí na Vnitřní ostrovy a Vnější ostrovy. Vnitřní ostrovy tvoří hlavní část republiky a jedná se o skupinu žulových ostrovů a dva severní korálové ostrovy. Vnější ostrovy jsou tvořeny pěti skupinami korálových ostrovů a leží na jihu.

### Obydlené ostrovy a ostrovy větší než 1 ha
|    | ostrov               | francouzsky            | anglicky             | rozloha | pobřeží | max.nadm. výška (m) | nejvyšší vrchol   | počet obyvatel | hustota zalidnění | největší sídlo              | okres                      | souostroví             | atol, skupina            |
| -- | -------------------- | ---------------------- | -------------------- | ------- | ------- | ------------------- | ----------------- | -------------- | ----------------- | --------------------------- | -------------------------- | ---------------------- | ------------------------ |
| 1  | Mahé                 | Mahé                   | Mahé                 | 155,01  | 111,30  | 905                 | Morne Seychellois | 95 000         | 612,86            | Victoria                    | 22 okresů                  | Vnitřní ostrovy        | Mahé                     |
| 2  | Grande Terre         | Île Grande Terre       | Grand Terre          | 114,00  | 106,65  | —                   | —                 | 0              | 0,00              | —                           | Vnější ostrovy             | Aldabry                | Aldabra                  |
| 3  | Praslin              | Praslin                | Praslin              | 38,00   | 46,00   | 367                 | Mont Azore        | 7 553          | 198,76            | Baie Sainte Anne            | 2 okresy                   | Vnitřní ostrovy        | Praslin                  |
| 4  | Malabar              | Île Malabar            | Malabar Island       | 26,50   | 52,50   | —                   | —                 | 0              | 0,00              | —                           | Vnější ostrovy             | Aldabry                | Aldabra                  |
| 5  | Silhouette           | Silhouette             | Silhouette Island    | 20,10   | 21,00   | 751                 | Mont Dauban       | 160            | 7,62              | La Passe                    | La Digue a Vnitřní ostrovy | Vnitřní ostrovy        | Silhouette               |
| 6  | Assumption           | Île de l'Assomption    | Assumption Island    | 11,60   | 17,23   | 32                  | Southeast Hill    | 20             | 1,72              | Assumption                  | Vnější ostrovy             | Aldabry                | Assumption               |
| 7  | La Digue             | La Digue               | La Digue             | 10,08   | 15,40   | 333                 | Belle Vue         | 2 800          | 277,78            | La Passe                    | La Digue a Vnitřní ostrovy | Vnitřní ostrovy        | La Digue                 |
| 8  | Coëtivy              | Coëtivy                | Coëtivy Island       | 9,33    | 20,40   | 21                  | Coëtivy           | 260            | 27,87             | Coëtivy                     | Vnější ostrovy             | Jižní korálové ostrovy | Coëtivy                  |
| 9  | Picard               | Île Picard             | Picard Island        | 9,29    | 25,80   | 16                  | bezejmenná duna   | 12             | 1,29              | La Gigi                     | Vnější ostrovy             | Aldabry                | Aldabra                  |
| 10 | Astove               | Île Astove             | Astove Island        | 7,75    | —       | 18                  | —                 | 2              | 0,26              | Astove                      | Vnější ostrovy             | Aldabry                | Astove                   |
| 11 | Jižní Farquhar       | Île du Sud             | South Farquhar       | 4,20    | 14,10   | 23                  | —                 | 0              | 0,00              | —                           | Vnější ostrovy             | Farquhary              | Farquhar                 |
| 12 | Desroches            | Île Desroches          | Desroches Island     | 4,03    | 13,10   | —                   | —                 | 100            | 24,81             | Desroches                   | Vnější ostrovy             | Amiranty               | Desroches                |
| 13 | Severní Farquhar     | Île du Nord            | North Farquhar       | 3,54    | 17,90   | 12,2                | —                 | 20             | 5,65              | Grande Poste                | Vnější ostrovy             | Farquhary              | Farquhar                 |
| 14 | Curieuse             | Curieuse               | Curieuse Island      | 2,93    | 11,50   | 172                 | Mont Curieuse     | 7              | 2,39              | Park rangers station        | Baie Sainte Anne           | Vnitřní ostrovy        | Praslin                  |
| 15 | Félicité             | Félicité               | Félicité Island      | 2,68    | 8,22    | 213                 | Morne Ramos       | 20             | 7,46              | La Penice                   | La Digue a Vnitřní ostrovy | Vnitřní ostrovy        | La Digue                 |
| 16 | Menai                | Île Menai              | Menai Island         | 2,47    | 10,10   | 12,2                | —                 | 0              | 0,00              | Menai                       | Vnější ostrovy             | Aldabry                | Cosmoledo                |
| 17 | Sainte Anne          | Île Sainte Anne        | Ste. Anne Island     | 2,27    | 7,11    | 246                 | Mount Sainte Anne | 40             | 17,62             | Sainte Anne                 | Mont Fleuri                | Vnitřní ostrovy        | Mahé                     |
| 18 | Frégate              | Île de Frégate         | Frégate Island       | 2,07    | 6,35    | 125                 | Mount Signal      | 214            | 103,38            | Frégate village             | La Digue a Vnitřní ostrovy | Vnitřní ostrovy        | Frégate                  |
| 19 | North                | North                  | North Island         | 2,01    | 6,66    | 180                 | Grand Paloss      | 152            | 75,62             | North village               | La Digue a Vnitřní ostrovy | Vnitřní ostrovy        | Silhouette               |
| 20 | Polymnie             | Île Polymnie           | Polymnie Island      | 1,94    | 10,40   | —                   | —                 | 0              | 0,00              | —                           | Vnější ostrovy             | Aldabry                | Aldabra                  |
| 21 | Providence           | Île Providence         | Providence Island    | 1,72    | 7,80    | —                   | —                 | 0              | 0,00              | Providence                  | Vnější ostrovy             | Farquhary              | Providence               |
| 22 | Alphonse             | Île Alphonse           | Alphonse Island      | 1,71    | 5,50    | —                   | —                 | 82             | 47,95             | Alphonse                    | Vnější ostrovy             | Alphonse               | Alphonse                 |
| 23 | D'Arros              | Île d'Arros            | D'Arros Island       | 1,71    | 5,10    | 3                   | —                 | 42             | 24,56             | D'Arros                     | Vnější ostrovy             | Amiranty               | St. Joseph a D'Arros     |
| 24 | St. Pierre           | Île St. Pierre         | St. Pierres Island   | 1,64    | 4,60    | 16                  | —                 | 0              | 0,00              | St. Pierre village          | Vnější ostrovy             | Farquhary              | St. Pierre               |
| 25 | Wizard               | Grande Île             | Wizard Island        | 1,60    | 9,60    | 17                  | —                 | 0              | 0,00              | —                           | Vnější ostrovy             | Aldabry                | Cosmoledo                |
| 26 | Denis                | Île de Denis           | Denis Island         | 1,40    | 5,20    | —                   | —                 | 80             | 57,14             | St. Denis                   | La Digue a Vnitřní ostrovy | Vnitřní ostrovy        | Severní korálové ostrovy |
| 27 | Jižní Poivre         | Île du Sud             | Poivre Sud           | 1,356   | —       | —                   | —                 | 0              | 0,00              | —                           | Vnější ostrovy             | Amiranty               | Poivre                   |
| 28 | Cerf                 | Île Cerf               | Cerf Island          | 1,310   | 5,10    | 108                 | Mount Cerf        | 100            | 76,34             | Cerf                        | Mont Fleuri                | Vnitřní ostrovy        | Mahé                     |
| 29 | Severní Poivre       | Île Poivre au nord     | Poivre Nord          | 1,105   | —       | —                   | —                 | 8              | 7,24              | Pointe Baleine village      | Vnější ostrovy             | Amiranty               | Poivre                   |
| 30 | Cerf                 | Île Cerf               | Cerf Island          | 1,100   | 17,00   | —                   | —                 | 0              | 0,00              | —                           | Vnější ostrovy             | Farquhary              | Providence               |
| 31 | St. Joseph           | —                      | Saint Joseph Island  | 1,084   | —       | —                   | —                 | 0              | 0,00              | St. Joseph                  | Vnější ostrovy             | Amiranty               | St. Joseph a D'Arros     |
| 32 | Perseverance         | —                      | Perseverance Island  | 0,990   | 5,30    | 5                   | —                 | —              | —                 | —                           | 2 okresy                   | Vnitřní ostrovy        | Mahé                     |
| 33 | Marianne             | Marianne               | Marianne Island      | 0,960   | 4,50    | 130                 | Morne Estel       | 0              | 0,00              | La Cour                     | La Digue a Vnitřní ostrovy | Vnitřní ostrovy        | La Digue                 |
| 34 | Ptačí ostrov         | Île aux Oiseaux        | Bird Island          | 0,940   | 4,46    | —                   | —                 | 38             | 40,43             | Bird Island Village         | La Digue a Vnitřní ostrovy | Vnitřní ostrovy        | Severní korálové ostrovy |
| 35 | Grande Soeur         | Grande Soeur           | Grande Soeur Island  | 0,780   | 4,79    | 113                 | Morne Soeur       | 2              | 2,56              | Grande Soeur                | La Digue a Vnitřní ostrovy | Vnitřní ostrovy        | La Digue                 |
| 36 | Thérèse              | Thérèse                | Thérèse Island       | 0,762   | 4,50    | 164                 | Thérèse           | 0              | 0,00              | Thérèse                     | Port Glaud                 | Vnitřní ostrovy        | Mahé                     |
| 37 | Aride                | Aride                  | Aride Island         | 0,710   | 4,23    | 135                 | Gros la Tête      | 8              | 11,27             | La Cour                     | Grand'Anse Praslin         | Vnitřní ostrovy        | Praslin                  |
| 38 | Conception           | Conception             | Conception Island    | 0,604   | 3,50    | 131                 | Conception        | 0              | 0,00              | —                           | Port Glaud                 | Vnitřní ostrovy        | Mahé                     |
| 39 | Aurore               | —                      | Aurore Island        | 0,600   | 3,50    | 5                   | —                 | 100            | 166,67            | Aurore                      | Anse Etoile                | Vnitřní ostrovy        | Mahé                     |
| 40 | Port                 | Île du Port            | Port Island          | 0,587   | 3,50    | —                   | —                 | 10             | 17,04             | North Point                 | English River              | Vnitřní ostrovy        | Mahé                     |
| 41 | South Coconut        | —                      | South Coconut Island | 0,581   | 4,26    | —                   | —                 | 0              | 0,00              | —                           | Vnější ostrovy             | Aldabry                | Aldabra                  |
| 42 | Platte               | Île Platte             | Platte Island        | 0,578   | 3,30    | —                   | —                 | 3              | 5,19              | Platte                      | Vnější ostrovy             | Jižní korálové ostrovy | Platte                   |
| 43 | Eden                 | —                      | Eden Island          | 0,570   | 5,50    | 5                   | —                 | 1 000          | 1 754,39          | Eden                        | Roche Caiman               | Vnitřní ostrovy        | Mahé                     |
| 44 | Marie Louise         | —                      | Marie Louise Island  | 0,556   | 3,00    | 9                   | —                 | 142            | 255,40            | Marie Louise                | Vnější ostrovy             | Amiranty               | Marie Louise a Desnœufs  |
| 45 | North Coconut        | —                      | North Coconut Island | 0,523   | 4,40    | —                   | —                 | 0              | 0,00              | —                           | Vnější ostrovy             | Aldabry                | Aldabra                  |
| 46 | St. François         | Île St. François       | St. François Island  | 0,470   | 9,50    | —                   | —                 | 0              | 0,00              | St. François Island         | Vnější ostrovy             | Alphonse               | St. François             |
| 47 | Desnœufs             | Île des Noeufs         | Desnœufs Island      | 0,457   | 2,60    | 5,5                 | —                 | 0              | 0,00              | —                           | Vnější ostrovy             | Amiranty               | Marie Louise a Desnœufs  |
| 48 | Jižní Cosmoledo      | Île du Sud-Ouest       | South                | 0,423   | 6,50    | —                   | —                 | 0              | 0,00              | —                           | Vnější ostrovy             | Aldabry                | Cosmoledo                |
| 49 | Michael              | Île Michel             | Michael Island       | 0,370   | 5,57    | —                   | —                 | 0              | 0,00              | —                           | Vnější ostrovy             | Aldabry                | Aldabra                  |
| 50 | Esprit               | Île Esprit             | Euphrates Island     | 0,361   | 2,77    | —                   | —                 | 0              | 0,00              | —                           | Vnější ostrovy             | Aldabry                | Aldabra                  |
| 51 | Petite Soeur         | Petite Soeur           | Petite Soeur Island  | 0,350   | 3,05    | 105                 | Morne Soeur       | 0              | 0,00              | —                           | La Digue a Vnitřní ostrovy | Vnitřní ostrovy        | La Digue                 |
| 52 | Cousin               | Cousin                 | Cousin Island        | 0,340   | 2,30    | 69                  | —                 | 6              | 17,65             | Cousin                      | Grand'Anse Praslin         | Vnitřní ostrovy        | Praslin                  |
| 53 | Goëlettes            | —                      | Goëlettes Island     | 0,320   | 2,35    | 3                   | —                 | 0              | 0,00              | —                           | Vnější ostrovy             | Farquhary              | Farquhar                 |
| 54 | Cousine              | Cousine                | Cousine Island       | 0,300   | 2,70    | 76                  | —                 | 16             | 53,33             | Cousine East                | Grand'Anse Praslin         | Vnitřní ostrovy        | Praslin                  |
| 55 | Moustiques           | Île Moustiques         | Moustiques Island    | 0,293   | 3,10    | —                   | —                 | 0              | 0,00              | —                           | Vnější ostrovy             | Aldabry                | Aldabra                  |
| 56 | Eve]                 | —                      | Eve Island           | 0,290   | 2,54    | 1                   | —                 | 100            | 344,83            | Eve Construction camp       | Baie Sainte Anne           | Vnitřní ostrovy        | Praslin                  |
| 57 | Grande Polyte        | —                      | Grande Polyte        | 0,277   | 4,00    | —                   | —                 | 0              | 0,00              | —                           | Vnější ostrovy             | Aldabry                | Cosmoledo                |
| 58 | Rémire               | —                      | Remire Island        | 0,270   | 2,10    | 7                   | —                 | 6              | 22,22             | Rémire                      | Vnější ostrovy             | Amiranty               | Rémire                   |
| 59 | Long                 | —                      | Long Island          | 0,230   | 2,30    | 90                  | Mount Pelangi Spa | 50             | 217,39            | Long Island                 | Mont Fleuri                | Vnitřní ostrovy        | Mahé                     |
| 60 | Round                | —                      | Round Island         | 0,200   | 1,90    | 75                  | —                 | 10             | 50,00             | Round                       | Baie Sainte Anne           | Vnitřní ostrovy        | Praslin                  |
| 61 | Romainville          | —                      | Romainville Island   | 0,194   | 2,40    | —                   | —                 | 2              | 10,31             | Romainville                 | English River              | Vnitřní ostrovy        | Mahé                     |
| 62 | Soleil               | —                      | Soleil Island        | 0,136   | 1,50    | 3                   | —                 | 10             | 75,53             | Soleil camp                 | Anse-aux-Pins              | Vnitřní ostrovy        | Mahé                     |
| 63 | Anonyme              | —                      | Anonyme Island       | 0,100   | 1,45    | 39                  | Anonyme           | 2              | 20,00             | Anonyme                     | Pointe La Rue              | Vnitřní ostrovy        | Mahé                     |
| 64 | Moyenne              | Île Moyenne            | Moyenne Island       | 0,099   | 1,70    | 61                  | Mont Moyenne      | 1              | 10,10             | Anse Creole Travel Services | Mont Fleuri                | Vnitřní ostrovy        | Mahé                     |
| 65 | Mamelle              | Mamelle                | Mamelles Island      | 0,060   | 1,10    | 42                  | South Hill        | 0              | 0,00              | —                           | Glacis                     | Vnitřní ostrovy        | Mahé                     |
| 66 | Étoile Cay           | —                      | Étoile Cay           | 0,050   | 1,00    | 4,6                 | —                 | 0              | 0,00              | —                           | Vnější ostrovy             | Amiranty               | Boudeuse a Étoile        |
| 67 | Ostrov mořských krav | Île aux Vaches Marines | Vache Island         | 0,047   | 0,90    | 54                  | Vache             | 0              | 0,00              | —                           | Grand'Anse Mahé            | Vnitřní ostrovy        | Mahé                     |
| 68 | L'Islette            | L'Islette              | L'Islette Island     | 0,034   | 0,90    | 10                  | L'Islette         | 0              | 0,00              | L'Islette                   | Port Glaud                 | Vnitřní ostrovy        | Mahé                     |
| 69 | North Island         | —                      | North Island         | 0,033   | —       | 3                   | —                 | 0              | 0,00              | —                           | Vnější ostrovy             | Amiranty               | African Banks            |
| 70 | Boudeuse Cay         | —                      | Boudeuse Cay         | 0,030   | 0,70    | 4,6                 | —                 | 0              | 0,00              | —                           | Vnější ostrovy             | Amiranty               | Boudeuse a Étoile        |
| 71 | Round                | —                      | Round Island         | 0,027   | 1,10    | 26                  | Mount Round       | 10             | 370,37            | Round Island                | Mont Fleuri                | Vnitřní ostrovy        | Mahé                     |
| 72 | Booby                | —                      | Booby Island         | 0,023   | 0,60    | 30                  | —                 | 0              | 0,00              | —                           | Grand'Anse Praslin         | Vnitřní ostrovy        | Praslin                  |
| 73 | Cachée               | Île Cachée             | Cachée Island        | 0,022   | 0,55    | 10                  | —                 | 0              | 0,00              | —                           | Mont Fleuri                | Vnitřní ostrovy        | Mahé                     |
| 74 | Sèche                | Île Sèche              | Sèche Island         | 0,020   | 0,63    | 30                  | Beacon Peak       | 0              | 0,00              | —                           | Mont Fleuri                | Vnitřní ostrovy        | Mahé                     |
| 75 | Wizard Reef          | Récif Wizard           | Wizard Reef          | 0,020   | —       | 0,10                | —                 | 0              | 0,00              | —                           | Vnější ostrovy             | Farquhary              | Providence               |
| 76 | Chauve Souris        | Chauve Souris          | Chauve Souris        | 0,010   | 0,35    | 10                  | —                 | 2              | 200,00            | Chauve Souris               | Baie Sainte Anne           | Vnitřní ostrovy        | Praslin                  |
| 77 | St. Pierre           | Île St. Pierre         | St. Pierre Island    | 0,010   | 0,33    | 10                  | —                 | 0              | 0,00              | —                           | Baie Sainte Anne           | Vnitřní ostrovy        | Praslin                  |